# Burnt Pine
Burnt Pine est le plus grand village de l'île Norfolk, comptant plus d'habitations que Kingston, la capitale administrative de ce territoire auto-gouverné. La ville est située en plein cœur de l'île, à proximité de l'aéroport international de l'île Norfolk.